# Mydas subinterruptus
Mydas subinterruptus är en tvåvingeart som beskrevs av Luigi Bellardi 1861. Mydas subinterruptus ingår i släktet Mydas och familjen Mydidae. Inga underarter finns listade i Catalogue of Life.